# Peugeot 308 SW Prologue
O 308 SW Prologue é um protótipo de perua de porte médio da Peugeot.